# Michael Lembeck
Michael Lembeck (Brooklyn, New York, 25 juni 1948) is een Amerikaanse acteur en filmregisseur. Hij won in 1996 een Emmy Award voor het regisseren van de Friends-aflevering The One After The Superbowl. Lembeck is een zoon van de overleden acteur Harvey Lembeck.
Lembeck begon met acteren in 1969 en met regisseren in 1989. Hij speelde in meer dan vijftig films en series. Zijn omvangrijkste rol was die als Max Horvath in 45 afleveringen van de komedieserie One Day at a Time.
Lembeck regisseerde onder meer de films The Santa Clause 2 en The Santa Clause 3, 67 afleveringen van de serie Major Dad, 23 afleveringen van Mad About You, 24 afleveringen van Friends en 21 afleveringen van Two Guys, a Girl and a Pizza Place.